# ناشر سيامي بصاق
الناشر السيامي البصَّاق (الاسم العلمي:Naja siamensis) هو نوع من الزواحف تتبع جنس الناشرات الحقيقية من فصيلة العرابيد.